# João Pedro Gay
João Pedro Gay, nascido Jean Pierre Gay (Grenoble, França, 20 de novembro de 1815 — Uruguaiana, 19 de maio de 1891), foi um sacerdote católico e historiador francês radicado no Brasil.
Estabeleceu residência em Santa Catarina em 1843, transferindo-se pouco tempo depois para o Rio de Janeiro onde foi professor de língua francesa, matemática e filosofia. Como padre, foi pároco em Alegrete (Rio Grande do Sul).
Em 1858 era vigário de São Borja, tendo lá chegado em 1850.
Foi também um estudioso da língua guarani e da história das missões jesuíticas. Foi autor de alguns livros, como História da República do Paraguai, publicado em 1863, e sócio do Instituto Histórico e Geográfico Brasileiro.